# 囊形杂斑螺
囊形杂斑螺（学名：Subzebrinus baudoni saccatus），Möllendorff于1902年命名，是中国的特有物种。

## 分佈
分布于四川等地，生活环境为陆地，一般生活于高山区潮湿的灌木草丛中、石块下以及石缝中。其生存的海拔范围为2000至3000米。